# Nhật Tân (phường)
Nhật Tân là một phường thuộc quận Tây Hồ, thành phố Hà Nội, Việt Nam.
Làng Nhật Tân hay làng đào Nhật Tân, nổi tiếng với nghề trồng đào cảnh.

## Diện tích và dân số
Phường Nhật Tân có diện tích là 103,5 ha. Dân số năm 1995 là 6.914 người, năm 1999 là 7.104 người, mật độ dân số đạt 6.897 người/km².
Phường Nhật Tân dài hai bên bờ phía đông bắc và phía tây Hồ Tây. Xã Nhật Tân trước năm 1945 có diện tích tự nhiên là 341,2 ha với khoảng trên 2.000 nhân khẩu nhưng chỉ có 141,7 ha đất canh tác. Phường Nhật Tân hiện nay với 365,2 ha diện tích 341,2 ha đất canh tác với trên 8.000 người.

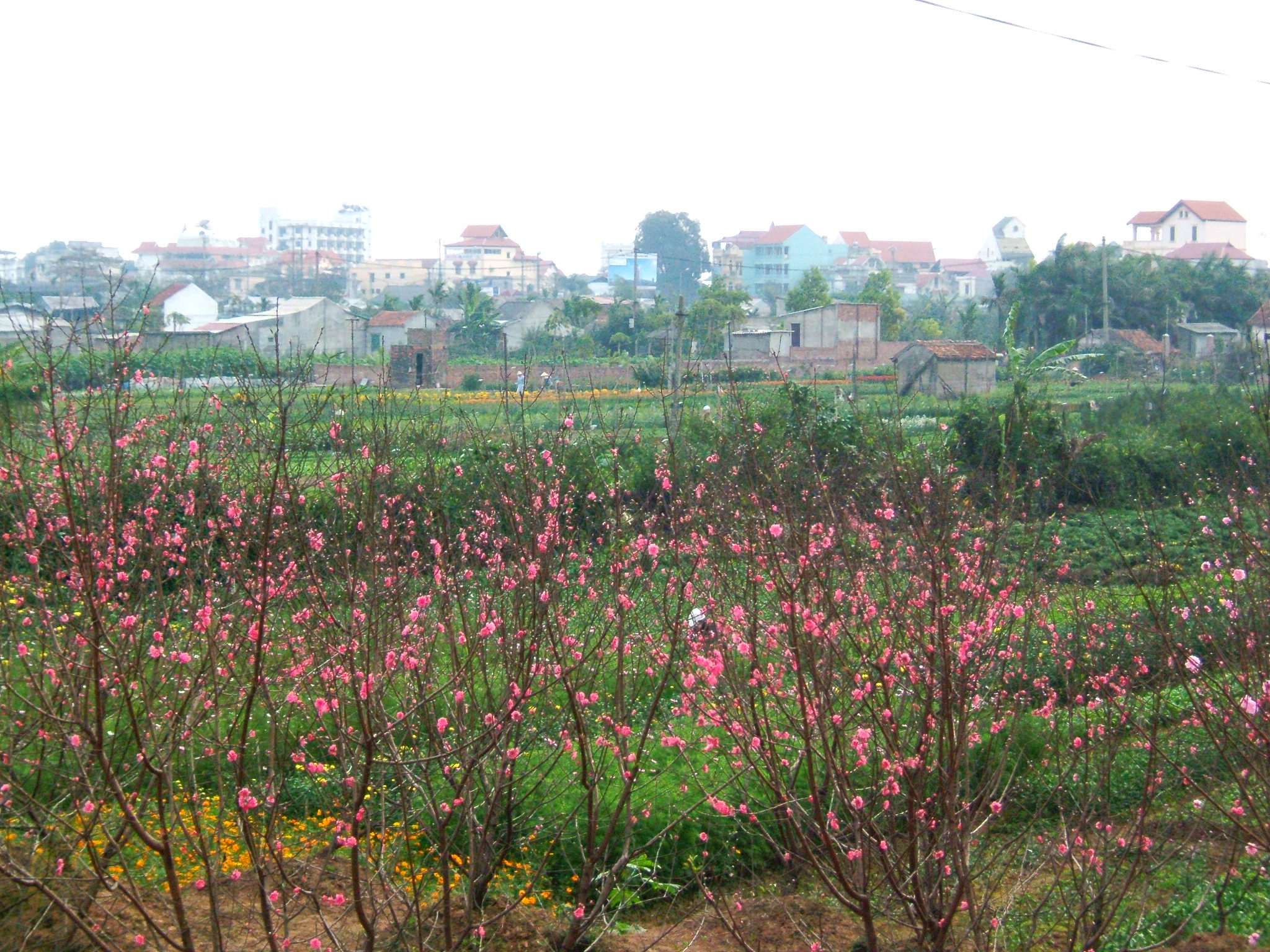
Hoa đào Nhật Tân

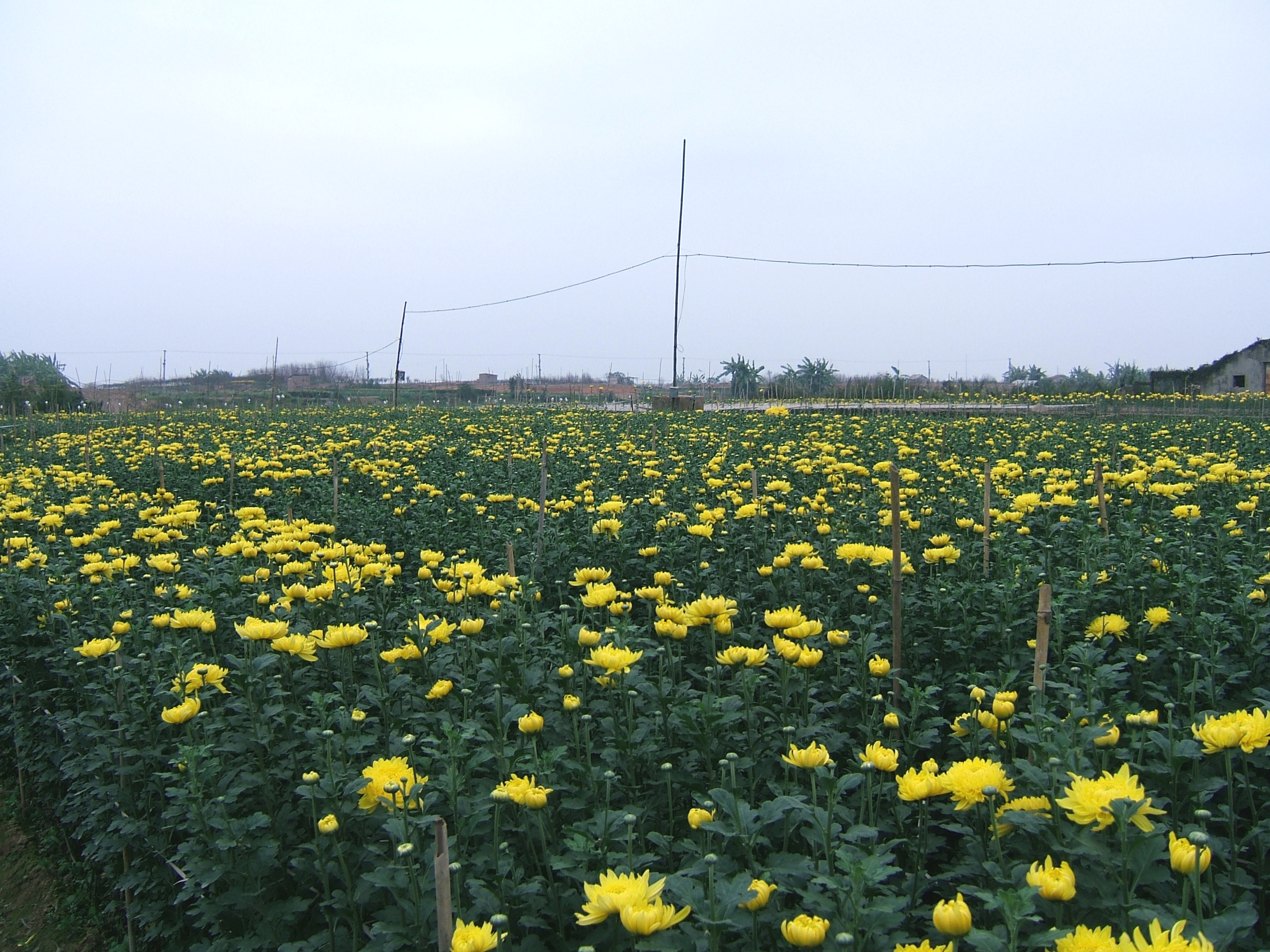
Nhật Tân không chỉ nổi tiếng với hoa đào mà còn là làng hoa với nhiều loại hoa khác. Ảnh chụp một vườn hoa cúc trên đất bãi Nhật Tân

## Địa giới hành chính
Địa giới hành chính phường Nhật Tân như sau: 
- Phía đông giáp phường Tứ Liên
- Phía nam giáp phường Quảng An
- Phía tây nam giáp phường Xuân La
- Phía tây giáp phường Phú Thượng, Tây Hồ
- Phía bắc giáp phường Phú Thượng, quận Tây Hồ, xã Tàm Xá, huyện Đông Anh (với ranh giới là sông Hồng) và phường Ngọc Thụy, quận Long Biên.

## Lịch sử
Làng Nhật Tân ở phía tây bắc Hồ Tây, kề cận làng Quảng Bá. Thời phong kiến, làng này là một phường, có tên là Nhật Chiêu, thuộc tổng Thượng, huyện Vĩnh Thuận, phủ Phụng Thiên (Kinh đô Thăng Long thời Lê); từ năm 1831 thuộc phủ Hoài Đức, tỉnh Hà Nội; từ năm 1889 thuộc tỉnh Cầu Đơ (năm 1904 đổi làm tỉnh Hà Đông).
Đến năm 1915, làng đổi thành xã Nhật Chiêu thuộc huyện Hoàn Long, tỉnh Hà Đông. Cuối năm 1942, xã lại đổi thuộc Đại lý đặc biệt Hà Nội. Trong kháng chiến chống Pháp, thuộc xã Quảng Tân, quận 1 ngoại thành của chính quyền cách mạng. Sau Cải cách ruộng đất (giữa năm 1956), tách ra thành xã Nhật Tân, gồm bốn thôn Đông - Nam - Tây - Bắc thuộc quận 5; đến năm 1961 thuộc huyện Từ Liêm.
Năm 1995, sau khi thành lập quận Tây Hồ từ một số phường thuộc quận Ba Đình và xã thuộc huyện Từ Liêm, phường Nhật Tân thuộc quận Tây Hồ.
Mảnh đất Nhật Tân từng ghi lại hai sự kiện lịch sử của đất nước thời phong kiến. Một là, vào năm Kỷ Tỵ (1509), Vua Lê Uy Mục bị Giản Tu công Oanh cướp ngôi, phải chạy về phường Nhật Chiêu rồi bị bắt, trên đwòng bị giải về kinh đô đã uống thuốc độc tự tử. Hai là, ở gần ngã ba Nhật Tân, nơi có hai cây gạo bên đường có một miếu, gọi là miếu Chúa Lâm. Theo các bậc cao niên thì đây là nơi Chúa Trịnh Khải (Trịnh Tông) bị Nguyễn Trang bắt và giao cho quân Tây Sơn. Trên đường bị giải từ Hạ Lôi (Vĩnh Phúc) qua đò Chèm - đình Nhật Tảo, đến quán hàng nước ở ngã ba Nhật Chiêu, cả bọn vào nghỉ, Trịnh Tông bất ngờ đoạt lấy con dao bổ cau của bà hàng nước đâm vào cổ rồi chết. Về sau, dân làng lập ngôi miếu để thờ, gọi là miếu Chúa lâm chung (chúa chết), sau gọi tắt là miếu Chúa Lâm.
Nhật Tân xưa có một dãy bảy cây gạo cổ thụ, tương truyền do bà Lạc phi - vợ Lạc Long Quân trồng, để ứng với bảy bọc trứng do bà sinh ra, hóa thành bảy con rồng bay lên trời. Trong bài "Phú Tây Hồ" của Nguyễn Huy Lượng sáng tác năm 1802 có nhắc đến bảy cây gạo này. Ở thôn Bắc có miếu Cung, nằm dưới hai cây gạo cổ thụ trên khu đất cao ngoài bãi có, tương truyền là nơi sinh của Uy Đô - con của Hoàng hậu vợ Vua Trần Thánh Tông. Khi trưởng thành, Uy Đô đã theo Trần Hưng Đạo đánh giặc Nguyên - Mông, lập được nhiều chiến công nên được phong là Dâm Đàm đại vương, được thờ ở đình (Dâm Đàm là tên gọi khác của Hồ Tây).

## Kinh tế, văn hóa
Nhật Tân xưa có cả đồng và bãi, trong đó bãi là chủ yếu. Dân làng sống chủ yếu bằng nghề trồng đào cảnh. Kỹ thuật trồng đào của dân làng từ việc ghép cành đào bích vào gốc đào quả để tạo ra cây đào lai gốc khoẻ, mà hoa vẫn đẹp, đều, đến việc sửa tán tạo thành cây tròn, đẹp đều; đặc biệt là việc hãm đào cho nở đúng vào dịp Tết Nguyên đán trong điều kiện thời tiết diễn biến thất thường... đều đạt đến trình độ điêu luyện, không đâu có thể làm được. Mỗi năm, từ 20 tháng Chạp trở đi, đào Nhật Tân được đem bán tập trung ở chợ hoa Cống Chéo - Hàng Lược, đem đến sắc xuân cho mọi nhà.
Hiện nay làng Nhật Tân với 4 thôn đã trở thành phường Nhật Tân với 5 cụm dân cư. Làng nổi tiếng bởi nghề trồng hoa đào với nhiều giống đào khác nhau: đào bông tự, đào ta, đào thế, đào bích. Cây đào trước đây tập trung hầu hết ở khu vực thôn Tây và thôn nam (cụm 2, 3 bây giờ) nay được chuyển sang bãi ngoài đê sông Hồng để dành đất xây dựng khu đô thị và các công trình của nhà nước. Ngoài hoa đào dân cư ở đây còn trồng nhiều loại hoa và rau xanh để tăng thu nhập. Ở đây còn có món đặc sản thịt chó Nhật Tân nổi tiếng một thời.

## Danh nhân
- Ông Vũ Tuấn Chiêu đỗ Trạng nguyên khoa ất Mùi đời Vua Lê Thánh Tông (năm 1475), là một trong bốn vị Trạng nguyên của Thăng Long - Hà Nội thời phong kiến. Về sau, ông làm quan đến Lại bộ Tả Thị lang[5].

## Di tích lịch sử, văn hóa
Nhật Tân xưa có ba ngôi chùa, hiện chỉ còn chùa chùa Tảo Sách, được xây từ thời Tiền Lê, được tu bổ nhiều lần. Trong chùa hiện còn lưu 29 tấm bia của các thời. Chùa là điểm tham quan, hành lễ hấp dẫn của khách thập phương.

## Khu vui chơi giải trí
- Công viên nước Hồ Tây với nhiều trò chơi thú vị thu hút mọi người đến vào dịp hè.

## Hình ảnh

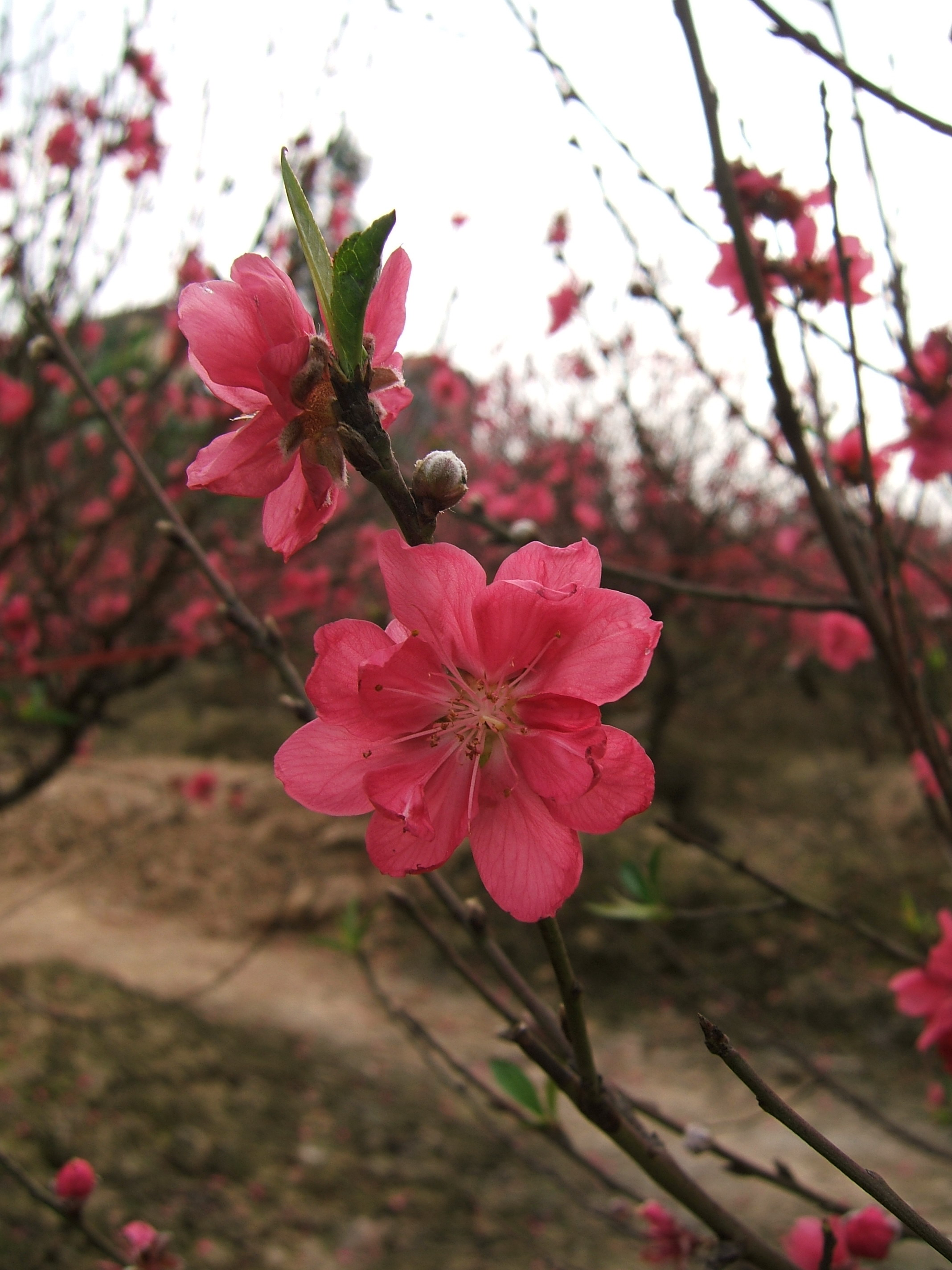
Hoa đào trước gió vẫy chào đón xuân
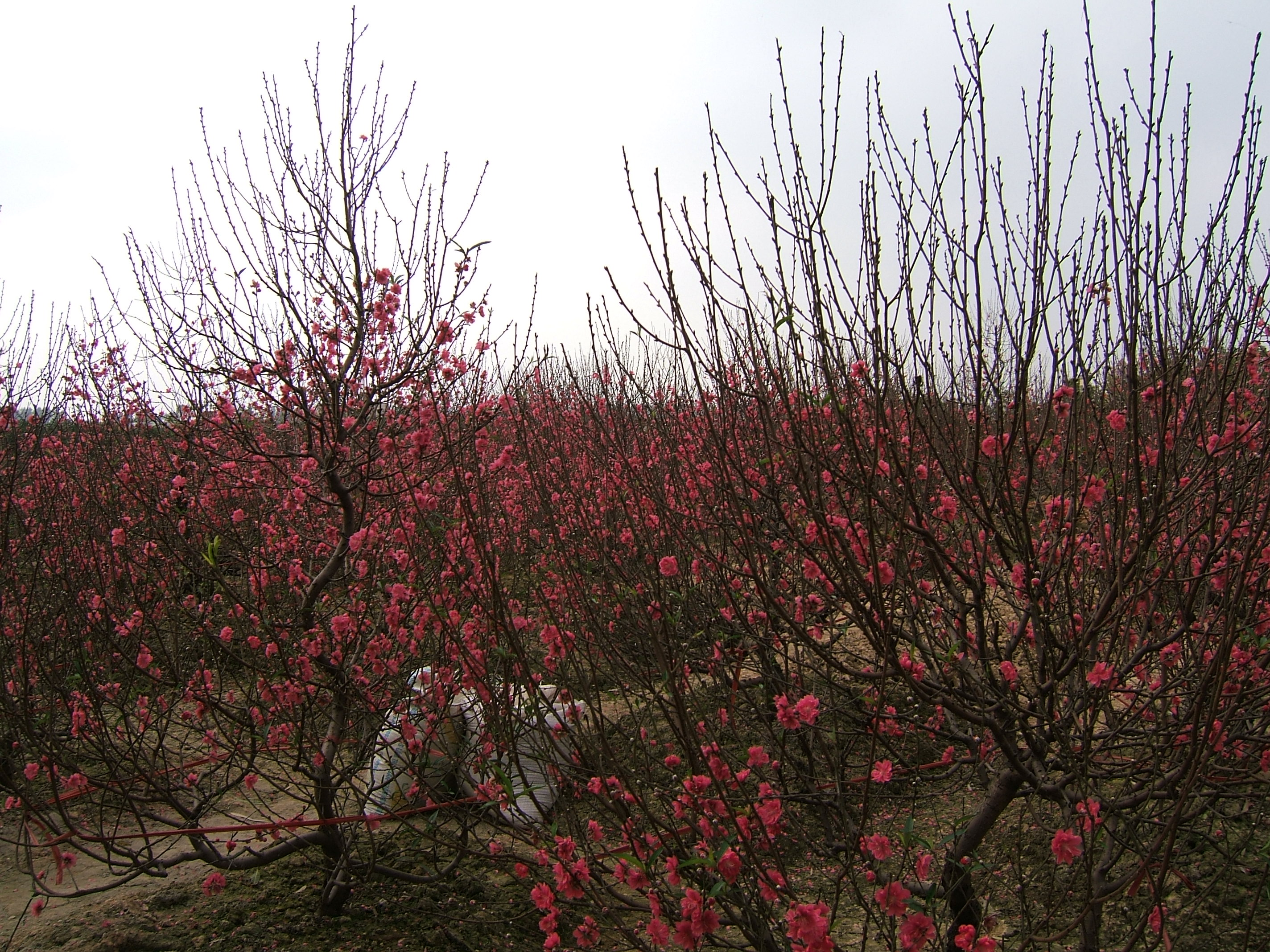
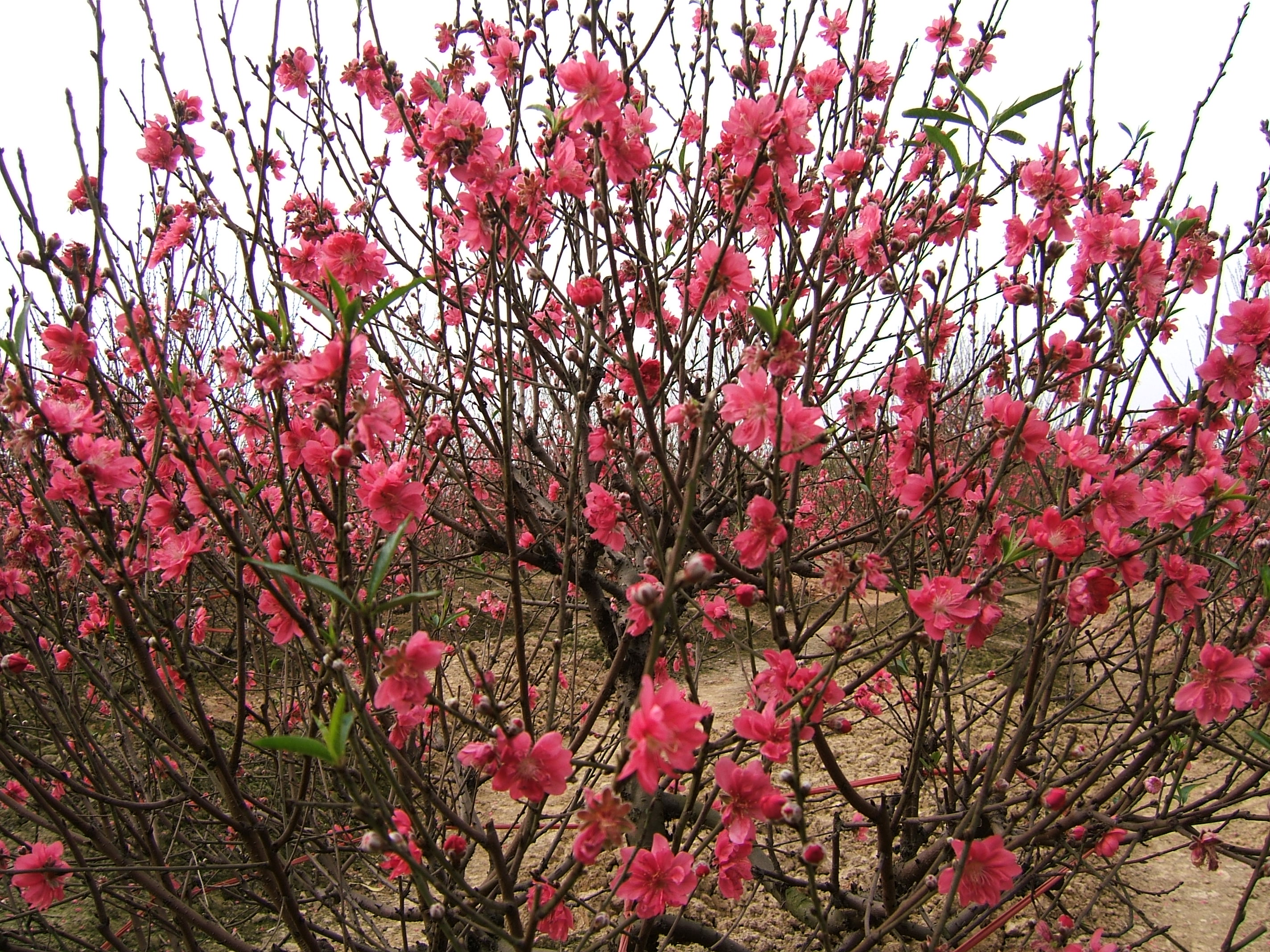
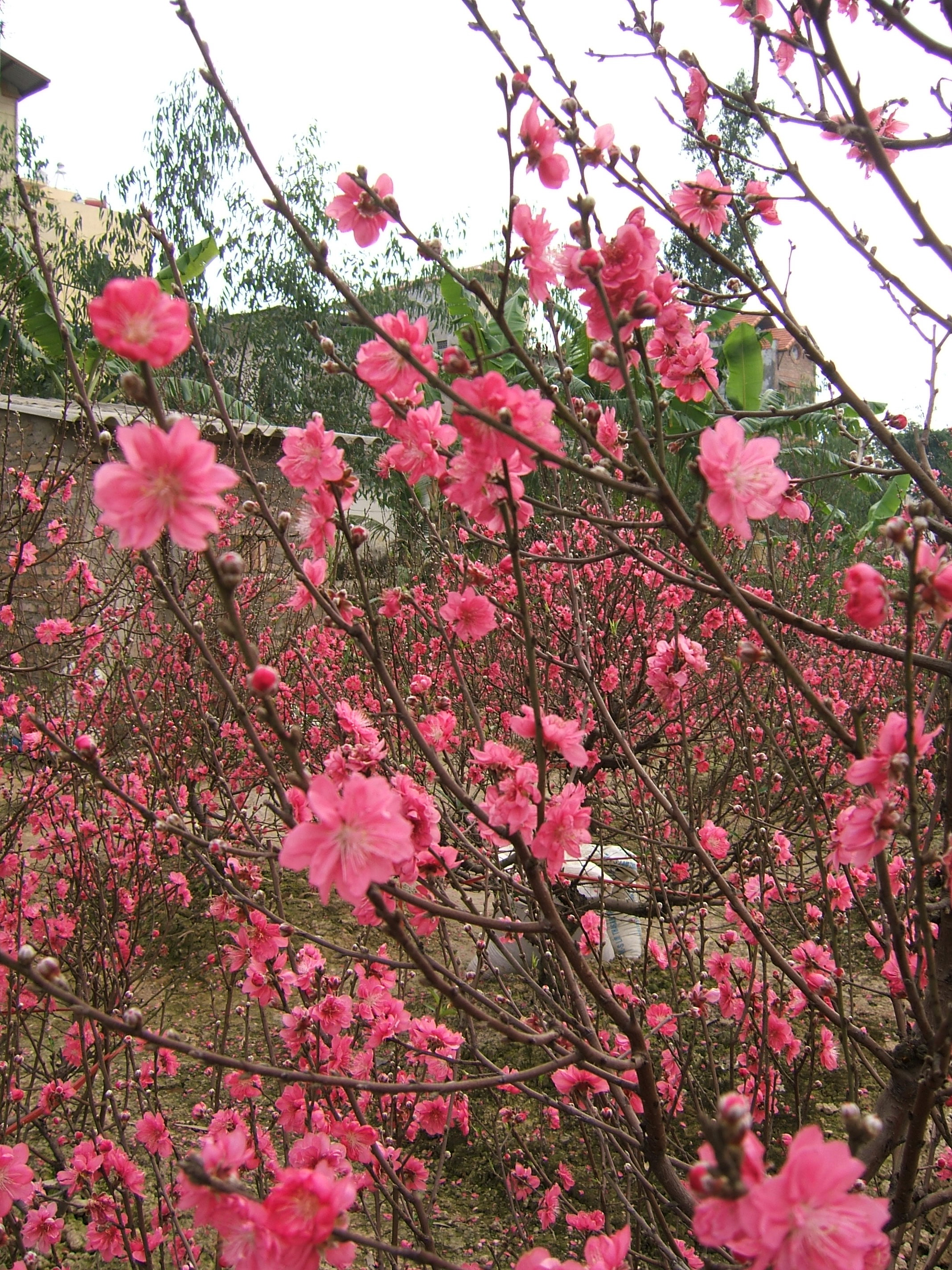